# رانيا منصور
رانيا منصور (21 مايو 1986) ممثلة مصرية ولدت في الجيزة. بدأت حياتها الفنية كفتاة إعلانات وموديل بالفيديو كليب لفترة، ثم اتجهت إلى التمثيل بالمشاركة في عدة أعمال.

## حياتها
درست في كلية الآداب، لها أخت توأم تدعى نورهان، وشاركت معها في بعض الأدوار منها في مسلسل «نصيبي وقسمتك»، ومسلسل «سبع أرواح»، وتتشابه ملامحهما مع بعضهما، حتى أن البعض لا يفرق بينهما، وعمدت لقص شعرها للتخلص من الشبه الكبير بينهما.
بدأت مسيرتها الفنية بتصوير الإعلانات وموديل لبعض كليبات الأغاني، وإنتقلت بعدها إلى مجال التمثيل، إذ شاركت في فيلم "شباب في الممنوع"، كما شاركت في العديد من المسلسلات منها "كريمة كريمة"، "حارة اليهود"، "كلمة حق"، "طيارة ورق، "في مهب الريح"، "السيدة الأولى" وغيرها. كما شاركت في عمل سينمائي واحد وهو فيلم "حلم عزيز"، بدور شقيقة الممثل أحمد عز، إذ دعمها المخرج المصري عمرو عرفة كثيراً منذ تم إختيارها لهذا الدور، وأعطاها فرصة ذهبية كانت تتمنى الحصول عليها منذ دخولها الوسط الفني. تزوجت من والد ابنتها توانا الجوهري قبل الانفصال.
ترددت الأخبار حول زواجهما سراً من الممثل المصري شريف سلامة بعد ظهورها بفيديو إنتشر على مواقع التواصل الإجتماعي، رغم زواج الأخير من الممثلة المصرية داليا مصطفى، وعمدت رانيا إلى نفي هذه الشائعة، وأكدت أن ما تردد لا أساس له من الصحة، وفضلت عدم الرد كما نفت أيضاً أنها سبب طلاقه من زوجته.
فاجأت متابعيها في مسلسل إسود فاتح من بطولة الفنانة اللبناية هيفاء وهبي إلى جانب معتصم النهار وأحمد فهمي وشريف سلامة بظهورها من دون شعر كحالة مرضى السرطان بشخصية«آية» التي تكشف معاناتها مع سرطان المخ.
نجت رانيا منصور من انفجار مرفا بيروت بأعجوبة، وروت في تصريح صحفي تفاصيل لحظة الإنفجار قائلة: «كنت في أحد المولات، وسط بيروت، بداعي التسوق، برفقة أميرة دياب (ضمن فريق إعداد مسلسل إسود فاتح)، ومي (تعمل مونتيرة في المسلسل)، ثم جاءت لحظة الصدمة، فقد شعرنا ورأينا أمامنا أن المبنى يهتز بشدة مرعبة، كدنا أن نسقط من الطابق السادس بجوار السور، وبعد الهزة الأرضية مباشرة، سمعنا صوت إنفجار مهول جداً، وأعقبها تهشم كامل لزجاج المحلات جميعاً بالمول، ثم سقط بجوارنا حائط من أحد المحلات، إذ لم أكن مستوعبة في حقيقة الأمر أنه إنفجار، وإعتقدت أنه هزة أرضية، وعلمت بعد ذلك من تقارير أميركية أن الانفجار تم تسجيله بمؤشرات الزلازل بقوة 4.3 ريختر كزلزال».

## أعمالها
- فيلم حلم عزيز.
- كريمة كريمة.
- كلمة حق.
- طيارة ورق.
- في مهب الريح.
- السيدة الاولى.
- حارة اليهود.
- سبع أرواح.
- الخروج.
- وضع أمني.
- أنا شهيره انا الخائن.
- اختفاء.
- ضد مجهول.
- ابن أصول.
- دفعة القاهرة.
- إسود فاتح.
- حي السيدة زينب.
- القاتل الذي أحبني.
- مستر إكس.
- لأول مرة

## وصلات خارجية
- رانيا منصور على موقع IMDb (الإنجليزية)
- رانيا منصور على موقع الدهليز
- رانيا منصور على موقع قاعدة بيانات الأفلام العربية